# رولف دوبلي
رولف دوبلي (بالإنجليزية: Rolf Dobelli)‏ (و.15 يوليو 1966 -) كاتب ورجل أعمال سويسري، بدأ حياته المهنية في الكتابة كروائي في عام 2002، واشتهر دوليًا بكتابه "فن التفكير الواضح"، وهو أيضًا مؤسس مؤسسة «زيورخ مايندس». حصل على ماجستير في إدارة الأعمال عام 1991 من جامعة سانت غالن ودكتوراه في الفلسفة الاقتصادية في عام 1995.

## روابط خارجية
- رولف دوبلي على موقع مونزينجر (الألمانية)
- رولف دوبلي على موقع ميوزك برينز (الإنجليزية)